# Nana Spier

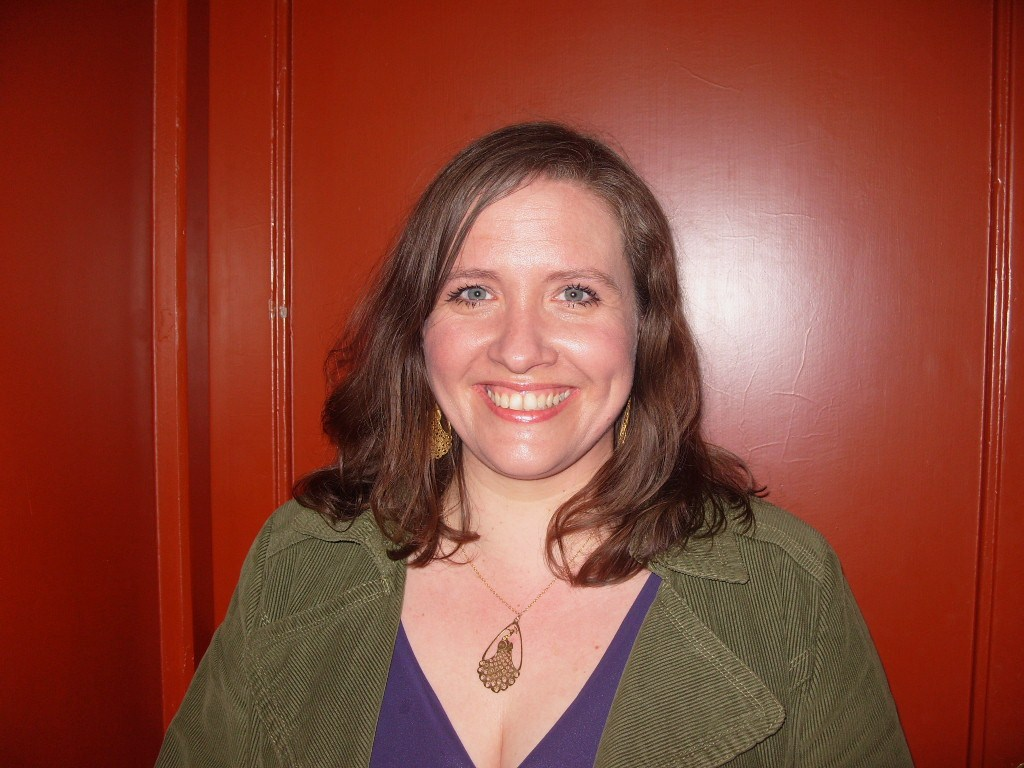
Nana Spier (2010)

Nana Spier Schwarz, geborene Spier (* 2. April 1971 in West-Berlin), ist eine deutsche Schauspielerin, Sprecherin von Hörspielen und Hörbüchern, Synchronsprecherin, Dialogbuchautorin und Dialogregisseurin.

## Leben
Nana Spier ist die Tochter der Schauspielerin Almut Eggert. Aus deren früherer Ehe (1959–1965) mit Wolfgang Spier stammt ihre Halbschwester Bettina Spier (1960–2008), die ebenfalls als Synchronsprecherin arbeitete. Im Jahr 1992 bekam sie ihr erstes Engagement am Schillertheater in Berlin und spielte parallel dazu ihre erste Rolle in einer Fernsehproduktion (Mutter mit 16).
Spier lebt in Berlin und hat dort an der Schauspielschule von Maria Körber eine Schauspielausbildung absolviert. Bekannt wurde sie vor allem als deutsche Feststimme in der Synchronisation von Schauspielerinnen wie Sarah Michelle Gellar, Claire Danes und Drew Barrymore. Daneben wirkte Spier in Film- und Fernsehproduktionen wie Dr. Sommerfeld – Neues vom Bülowbogen als Schauspielerin mit.
Nana Spier war mit Simon Schwarz verheiratet, mit dem sie zwei mittlerweile erwachsene Kinder hat.

## Synchrontätigkeit (Auswahl)
Drew Barrymore
- 1994: Bad Girls als Lilly Laronette
- 1995: Kaffee, Milch und Zucker als Holly Pulchik–Lincoln
- 1995: Mad Love – Volle Leidenschaft als Casey Roberts
- 1996: Alle sagen: I love you als Skylar Dandridge
- 1998: Auf immer und ewig als Danielle de Barbarac
- 1999: Ungeküsst als Josie Geller
- 2000: 3 Engel für Charlie als Dylan Sanders
- 2001: Unterwegs mit Jungs als Beverly Donofrio
- 2002: Geständnisse – Confessions of a Dangerous Mind als Penny Pacino
- 2003: 3 Engel für Charlie – Volle Power als Dylan Sanders
- 2003: Der Appartement Schreck als Nancy Kendricks
- 2004: 50 erste Dates als Lucy Whitmore
- 2005: Ein Mann für eine Saison als Lindsey
- 2007: Glück im Spiel als Billie Offer
- 2007: Mitten ins Herz – Ein Song für dich als Sophie
- 2009: Everybody’s Fine als Rosie
- 2010: Verrückt nach Dir als Erin
- 2012: Der Ruf der Wale als Rachel Kramer
- 2013: Grey Gardens als Little Edie
- 2014: Urlaubsreif als Lauren Reynolds
- 2015: Im Himmel trägt man hohe Schuhe als Jess
- 2017–2019: Santa Clarita Diet (Fernsehserie) als Sheila Hammond
- 2024: Smile 2 – Siehst du es auch? als Drew Barrymore

Sarah Michelle Gellar
- 1997–2003: Buffy – Im Bann der Dämonen (Fernsehserie) als Buffy Anne Summers
- 1999: Angel – Jäger der Finsternis (Fernsehserie) als Buffy Anne Summers (2 Folgen)
- 1999: Einfach unwiderstehlich als Amanda Shelton
- 1999: Eiskalte Engel als Kathryn Merteuil
- 2001: Harvard Man als Cindy Bandolini
- 2002: Scooby–Doo als Daphne Blake
- 2004: Der Fluch – The Grudge als Karen
- 2004: Scooby Doo 2 – Die Monster sind los als Daphne Blake
- 2006: Der Fluch – The Grudge 2 als Karen
- 2006: The Return als Joanna Mills
- 2007: Die Macht des Schicksals als Sorrow
- 2007: TMNT – Teenage Mutant Ninja Turtles als April O’Neil
- 2009: Possession – Die Angst stirbt nie als Jess
- 2009: Upper East Side Love als Brett Eisenberg
- 2009: Veronika beschließt zu sterben als Veronika Deklava
- 2011–2012: Ringer (Fernsehserie) als Bridget Kelly / Siobhan Martin
- 2013–2014: The Crazy Ones (Fernsehserie) als Sydney Roberts

Claire Danes
- 1996: William Shakespeares Romeo + Julia als Julia
- 1998: Les Misérables als Cosette
- 1999: Brokedown Palace als Alice Marano
- 2002: The Hours – Von Ewigkeit zu Ewigkeit als Julia Vaughan
- 2002: It’s All About Love als Elena
- 2003: Terminator 3 – Rebellion der Maschinen als Kate Brewster
- 2005: Die Familie Stone – Verloben verboten! als Julie Morton
- 2005: Shopgirl als Mirabelle
- 2007: The Flock – Dunkle Triebe als Allison Lowry
- 2007: Spuren eines Lebens als Ann Grant
- 2007: Der Sternwanderer als Yvaine (der Stern)
- 2008: Ich & Orson Welles als Sonja Jones
- 2010: Du gehst nicht allein als Temple Grandin
- 2013–2020: Homeland (Fernsehserie) als Carrie Mathison
- 2018: Ein Kind wie Jake als Alex Wheeler
- 2022: Die Schlange von Essex (Fernsehserie) als Cora Seaborne

Liv Tyler
- 1996: Gefühl und Verführung als Lucy Harmon
- 1996: That Thing You Do! als Faye Dolan
- 1997: Die Abbotts – Wenn Haß die Liebe tötet als Pamela Abbott
- 1998: Armageddon – Das jüngste Gericht als Grace Stamper
- 2008: Das Muttersöhnchen als Clare Cooper
- 2008: Der unglaubliche Hulk als Betty Ross
- 2010: Super als Sarah Helgeland
- 2014: Space Station 76 als Jessica Marlowe
- 2014–2017: The Leftovers (Fernsehserie) als Megan „Meg“ Abbott
- 2019: Ad Astra – Zu den Sternen als Eve
- 2025: Captain America: Brave New World als Betty Ross

Thandie Newton
- 1998: Menschenkind als Menschenkind
- 2000: Mission: Impossible II als Nyah Nordoff–Hall
- 2002: Die Wahrheit über Charlie als Regina Lambert
- 2003: Shade als Tiffany
- 2004: Riddick: Chroniken eines Kriegers als Dame Vaako
- 2007: Das Streben nach Glück als Linda Gardner
- 2009: 2012 als Laura Wilson
- 2015–2017: Rogue (Fernsehserie) als Grace Travis
- 2016–2022: Westworld (Fernsehserie) als Maeve Millay
- 2018: Solo: A Star Wars Story als Val

Julie Delpy
- 1995: Before Sunrise als Celine
- 2001: Waking Life als Celine
- 2004: Before Sunset als Celine
- 2005: Broken Flowers als Sherry
- 2006: The Legend of Lucy Keyes als Jeanne Cooley
- 2013: Before Midnight als Celine

Winona Ryder
- 2000: Es begann im September als Charlotte Fielding
- 2000: Lost Souls – Verlorene Seelen als Maya Larkin
- 2006: A Scanner Darkly – Der dunkle Schirm als Donna Hawthorne
- 2008: The Informers als Cheryl Moore
- 2011: Dickste Freunde als Geneva
- 2012: The Iceman als Deborah Pellicotti

Christina Applegate
- 1998: The Big Hit als Pam Shulman
- 2002: Super süß und super sexy als Courtney Rockliffe
- 2003: Flight Girls als Christine Montgomery
- 2004: You’re Fired! als Sara Goodwin

Kristin Chenoweth
- 2006: Blendende Weihnachten als Tia Hall
- 2010: Du schon wieder als Monique Leroux
- 2013: Family Weekend als Samantha Smith–Dungy

Portia de Rossi
- 1994: Verführung der Sirenen als Giddy
- 2002: The Glow – Der Schein trügt als Jackie Lawrence

Gretchen Mol
- 1996: Lockruf des Meeres als Emily
- 1999: The 13th Floor – Bist du was du denkst? als Jane Fuller / Natasha Molinaro

Tori Spelling
- 1997: Wer hat Angst vor Jackie-O.? als Leslie
- 1999: Trick als Katherine

Kelly Hu
- 1998–2000: Martial Law – Der Karate-Cop (Fernsehserie) als Chen Pei Pei
- 2010/2012: Vampire Diaries (Fernsehserie) als Pearl

Amanda Peet
- 2003: Was das Herz begehrt als Marin
- 2013: Voll abgezockt als Trish Patterson

Odette Annable
- 2011: Beverly Hills Chihuahua 2 als Chloe
- 2012: Beverly Hills Chihuahua 3 als Chloe

Jessica Chastain
- 2011: The Help als Celia Foote
- 2013: Mama als Annabel

Amy Poehler
- 2015: Alles steht Kopf als Freude
- 2015: Rileys erstes Date? als Freude
- 2024: Alles steht Kopf 2 als Freude

### Filme
- 1993: Carla Gugino in Schwiegersohn Junior als Rebecca Warner
- 1997: Kim Dickens in Ort der Wahrheit als Addy Monroe
- 2000: Nicole Ari Parker in Auf der Woge des Erfolgs als Tomasina „Tommy“ Crawford
- 2000: Sandra Bullock in 28 Tage als Gwen Cummings
- 2000: Justine Waddell in Dracula 2000 als Mary Heller
- 2004: Kerry Washington in Ray als Della Bea Robinson
- 2005: Jenny Wade in Das Schwiegermonster als Violas junge Nachfolgerin
- 2010: Casey Wilson in Kiss & Kill als Kristen
- 2012: Alison Brie in Fast verheiratet als Suzie Barnes-Eilhauer
- 2013: Crystal Allen in Ghost Storm als Ashley Miller

### Serien
- 1998–2002: Lucy Liu in Ally McBeal als Ling Wu
- 2003–2006: Ruth Jones in Little Britain als Myfanwy
- 2007–2014: Artemis Pebdani in It’s Always Sunny in Philadelphia als Artemis
- 2010–2013: Kiele Sanchez in The Glades als Callie Cargill
- 2011–2018: Lauren Cohan in The Walking Dead als Maggie Greene
- 2014: Marguerite Moreau in Grey’s Anatomy als Dr. Emma Marling
- 2021: Stephanie Panisello in What If…? als Dr. Betty Ross

## Filmografie
- 1992: Mutter mit 16
- 1993: Telewischen
- 1993: Die Männer vom K3
- 1997: Unser Charly
- 1993, 1997: Praxis Bülowbogen
- 1997–2000: Der Landarzt
- 1998: Für alle Fälle Stefanie
- 1998–2003: Dr. Sommerfeld – Neues vom Bülowbogen
- 2002: Im Namen des Gesetzes

## Hörspiele/Hörbücher (Auswahl)
- 2004: Gabriele Herzog: Hundediebe – Regie: Klaus-Michael Klingsporn (Kinderhörspiel – DLR Berlin)
- 2005: Simeon Hrissomallis: Faith van Helsing (Faith) (2005–2018, Folgen 1 bis 56) – Regie: Simeon Hrissomallis
- 2007: Wolfgang Zander: Big Jump oder Charlotte träumt – Regie: Beatrix Ackers (Kinderhörspiel – DKultur)
- 2007: Jason Dark: Geisterjäger John Sinclair – 1. Der Anfang (Ann Baxter)
- 2007: Markus Winter: Die Dr3i – Folge 8: Der Jahrhundertstein (Mrs. Fox) – Regie: Heikedine Körting
- 2009: Wolfgang Zander: Das schwarze Haus – Regie: Beatrix Ackers (Kinderhörspiel – DKultur)
- 2009–2010: Ivar Leon Menger: Darkside Park 1–12 (Staffel 1 und 2) (Sarah Freeman)
- 2010: Thilo Reffert: Australien, ich komme – Regie: Oliver Sturm (Kinderhörspiel – DKultur)
- 2013: David Safier: Muh
- 2014: Edgar Linscheid & Stuart Kummer: The Cruise – Eine Kreuzfahrt wird zum Horrortrip (Hörspiel-Podcast – WDR)[3]
- 2015: David Safier: Mieses Karma hoch 2
- 2015–2017: Ivar Leon Menger, Anette Strohmeyer & Raimon Weber: Monster 1983, (Lübbe Audio und Audible-Hörspielserie)
- 2016: David Safier: Traumprinz
- 2021: David Safier: Miss Merkel – Mord in der Uckermark, Argon Verlag
- 2022: David Safier: Miss Merkel – Mord auf dem Friedhof, Argon Verlag
- 2023: David Safier: Miss Merkel: Mord auf hoher See, Argon Verlag, Hörbuch-CD, Band 3, ISBN 978-3-8398-2057-5

## Hörbücher (Auswahl)
- MaryJanice Davidson – (1) Weiblich, ledig, untot; (2) Süß wie Blut und teuflisch gut; (3) Happy Hour in der Unterwelt; (4) Untot lebt sich’s auch ganz gut; (5) Nur über meine Leiche / Untot in Not; (6) Biss der Tod euch scheidet; (7) Wer zuletzt beißt; (8) Man stirbt nur zweimal; (9) Zum Teufel mit Vampiren (2007–2011)
- Sabine Kornbichler – Im Angesicht der Schuld (Lübbe Audio 2006)
- Preethi Nair – Der Duft der Farben (2007)
- Marc Levy – Wo bist Du? (2007); Zurück zu Dir (2008)
- Bianka Minte-König – Liebe & Geheimnis: SMS aus dem Jenseits (2008); Nebel des Vergessens (2009)
- Greg Behrend und Liz Tuccillo – Er steht einfach nicht auf Dich! (2009)
- Lewis Carroll – Alice im Wunderland (Audible, 2009)
- Yasmine Galenorn – Die Vampirin (Audible, 2009)
- Sophia Bennett – Wie Zuckerwatte mit Silberfäden (Silberfisch bei Hörbuch Hamburg, 2010)
- Todd Strasser – Wish u were dead (Silberfisch bei Hörbuch Hamburg, 2010)
- Claudia Gray – Evernight 1–4 (2010–2012)
- David Safier – Mieses Karma (Argon Verlag ungekürzte Fassung 2013)
- Andrew Kaplan – Homeland – Carries Jagd (2013)
- Sophie Kinsella: Das Hochzeitsversprechen (gemeinsam mit Norbert Gastell und Sandra Schwittau), der Hörverlag (2014), ISBN 978-3-8445-1184-0
- Sabine Städing – Petronella Apfelmus 1–4 (Bastei-Lübbe, 2014–2016)
- David Safier – Mieses Karma 2 (Argon Verlag ungekürzte Fassung 2015)
- David Safier – Traumprinz (Argon Verlag 2016)
- Laura Wood – Poppy Pym und der Spuk in der Schulaula (Sauerländer audio 2017)
- David Safier – Miss Merkel: Mord in der Uckermark, Argon Verlag und BookBeat 2021, ISBN 978-3-8398-1867-1
- Anika Decker & Katja Berlin: Nachrichten von Männern (gemeinsam mit Steffen Groth und Ranja Bonalana), Hörbuch Hamburg 2021, ISBN 978-3-95713-219-2
- David Safier – Miss Merkel: Mord auf dem Friedhof, Argon Verlag 2022, ISBN 978-3-8398-1944-9
  - David Safier – Miss Merkel: Mord auf dem Friedhof, Argon Verlag 2022, ISBN 978-3-7324-5860-8 (Hörbuch-Download, ungekürzt)
- 2023: David Safier: Miss Merkel: Mord auf hoher See, Argon Verlag und Audible, Band 3, ISBN 978-3-7324-2057-5 (Hörbuch-Download, ungekürzt)
- 2024: Alles steht Kopf 2, der Hörverlag (Romanadaption), ISBN 978-3-8445-5075-7
- 2025: Juan Gómez-Jurado/Bárbara Montes: Spiel gegen die Zeit, cbj audio, ISBN 978-3-570-18241-3 (mit Magdalena Montasser, Henning Nöhren & Richard Barenberg)

## Computerspiele
- Aquanox 2: Revelation: Ronin May Ling
- Memento Mori: Lara Svetlova[4]
- Memento Mori 2: Lara Durand (2012)
- Sacred 2: Fallen Angel: Die Seraphim und Der Schattenkrieger (2008)
- The Raven: Vermächtnis eines Meisterdiebs: Patricia Mayers (2013)
- Overwatch: Elizabeth Caledonia „Calamity“ Ashe (2018)

## Auszeichnungen
- Hörspiel-Award 2005/2007 – Beste Sprecherin einer Hauptrolle für Faith – The van Helsing Chronicles[5][6]
- Ohrkanus 2010 – Beste Sprecherin (Lesung) für Darkside Park 3 von Ivar Leon Menger[7]